# Polystichum decoratum
Polystichum decoratum är en träjonväxtart. Polystichum decoratum ingår i släktet Polystichum och familjen Dryopteridaceae.

## Underarter
Arten delas in i följande underarter:
- P. d. decoratum
- P. d. habanense